# Trend majoritar
Trend majoritar (mainstream în limba engleză) este reprezentat de o aliniere a majorității unui grup de oameni sau a unor întregi societăți umane la modele de comportament, de valori, de stil comune majorității acestora. Coagularea unui trend majoritar de gândire, comportament, valori, stil apare în general, în timp, prin alinierea treptată a reprezentanților respectivului grup determinată de variate motive: experiențe empirice, analiză științifică rațională, educație sau, uneori, chiar simplul mimetism. Mainstream (engl.) înseamnă direcție dominantă, tendință, mișcare dominantă.